# Comité de contrôle et de liaison COVID-19
 (octobre 2022).
Le Comité de contrôle et de liaison COVID-19 a été mis en place en France afin d'associer une représentation citoyenne dans la gestion du COVID-19.

## Origine
Dans le cadre de la loi sur la prorogation de l’État d'Urgence Sanitaire, il est décidé de mettre en place un Comité de Contrôle et de Liaison COVID-19, par décret du 15 mai 2020.
Ce Comité a pour objectif « d'associer la société civile et le Parlement aux opérations de lutte contre la propagation de l'épidémie par suivi des contacts ainsi qu'au déploiement des systèmes d'information prévus à cet effet. Ce comité est chargé, par des audits réguliers d'évaluer, grâce aux retours d'expérience des équipes sanitaires de terrain, l'apport réel des outils numériques à leur action, et de déterminer s'ils sont, ou pas, de nature à faire une différence significative dans le traitement de l'épidémie. Il est également chargé de vérifier tout au long de ces opérations le respect des garanties entourant le secret médical et la protection des données personnelles. »
Celui-ci a été proposé par la Conférence nationale de santé dans son avis à la suite de la réunion de sa Commission Permanente du 2 avril 2020.
Le Professeur Jean-François Delfraissy, Président du Conseil scientifique Covid-19 a écrit au Président de la République, Emmanuel Macron pour soutenir cette initiative.

## Composition
Par arrêté du 26 mai 2020, ce comité voit le jour, mais différemment de la vision proposée initialement.
Emmanuel Rusch, président de la Conférence nationale de santé est nommé président de ce comité. Les 4 parlementaires qui doivent y siéger, ne sont pas immédiatement nommés. Les deux députés et deux sénateurs sont nommés en septembre 2020.